# Aphis thecomae
Aphis thecomae är en insektsart. Aphis thecomae ingår i släktet Aphis och familjen långrörsbladlöss. Inga underarter finns listade i Catalogue of Life.